# Jacques Morier-Genoud
Jacques Morier-Genoud, né le 3 octobre 1934 à Château-d'Œx, est un avocat et homme politique suisse membre du parti socialiste.

## Biographie
Originaire de Château-d'Œx, Jacques Morier-Genoud obtient un brevet d'avocat à Lausanne en 1960. Il contribue à l'hebdomadaire Domaine public dès 1963.
Jacques Morier-Genoud est conseiller communal à Lausanne de 1965 à 1969 et député au Grand conseil vaudois de 1966 à 1975. Il représente le canton de Vaud au conseil des États de 1975 à 1979. Il est également président de la Ligue suisse pour la protection de la nature de 1985 à 1995.